# Корейська футбольна асоціація
Корейська футбольна асоціація (кор.: хангиль: 대한축구협회, ханча: 大韓蹴球協會, НЛ: Daehan Chukgu Hyeophoe) — асоціація, що здійснює контроль і управління футболом у Південній Кореї.  Штаб-квартира розташована у місті Сеул. Заснована у 1928 році, член ФІФА з 1948 року, з 1954 року — член Азійської федерації футболу.
Асоціація організовує діяльність та здійснює керування національними збірними з футболу, включаючи головну національну збірну та молодіжну збірну. Крім того серед завдань федерації є розвиток та популяризація футболу у країні.
Під егідою федерації проводяться змагання у чемпіонаті Південної Кореї з футболу та Кубку Південної Кореї з футболу. Крім цього асоціація здійснює контроль та управління жіночим футболом у Південній Кореї.